# Норт-Фон-дю-Лак (Вісконсин)
Норт-Фон-дю-Лак (англ. North Fond du Lac) — селище (англ. village) в США, в окрузі Фон-дю-Лак штату Вісконсин. Населення — 5378 осіб (2020).

## Географія
Норт-Фон-дю-Лак розташований за координатами 43°48′39″ пн. ш. 88°29′8″ зх. д. / 43.81083° пн. ш. 88.48556° зх. д. (43.810965, -88.485461).  За даними Бюро перепису населення США в 2010 році селище мало площу 5,55 км², з яких 5,49 км² — суходіл та 0,06 км² — водойми.

## Демографія
Згідно з переписом 2010 року, у селищі мешкало 5014 осіб у 2106 домогосподарствах у складі 1372 родин. Густота населення становила 903 особи/км².  Було 2199 помешкань (396/км²).
Расовий склад населення:
| - 94,6 % — білих - 1,5 % — азіатів - 0,7 % — чорних або афроамериканців - 0,4 % — корінних американців - 1,8 % — осіб інших рас |

До двох чи більше рас належало 1,0 %. Частка іспаномовних становила 4,3 % від усіх жителів.
За віковим діапазоном населення розподілялося таким чином: 23,3 % — особи молодші 18 років, 63,2 % — особи у віці 18—64 років, 13,5 % — особи у віці 65 років та старші. Медіана віку мешканця становила 39,0 року. На 100 осіб жіночої статі у селищі припадало 96,2 чоловіків;  на 100 жінок у віці від 18 років та старших — 94,6 чоловіків також старших 18 років.
Середній дохід на одне домашнє господарство  становив 55 924 долари США (медіана — 50 213), а середній дохід на одну сім'ю — 65 684 долари (медіана — 60 439). Медіана доходів становила 44 063 долари для чоловіків та 32 440 доларів для жінок. За межею бідності перебувало 6,9 % осіб, у тому числі 8,3 % дітей у віці до 18 років та 14,9 % осіб у віці 65 років та старших.
Цивільне працевлаштоване населення становило 2709 осіб. Основні галузі зайнятості: освіта, охорона здоров'я та соціальна допомога — 20,3 %, виробництво — 18,8 %, роздрібна торгівля — 11,6 %, науковці, спеціалісти, менеджери — 7,8 %.